# Rjongcshon
Rjongcshon (hangul: 룡천군, Rjongcshon-kun, handzsa: 龍川郡, RR: Ryongch'ŏn-kun, ’sárkánypatak’) megye Észak-Koreában, Észak-Phjongan (P'yŏngan) tartományban.
Kogurjo (Goguryeo) idején Anhung (안흥; 安興, Anhŭng) megye volt a neve, 1014-ben Rjongdzsu (룡주; 龍州, Ryongju) lett, 1270-ben Tongnjong-bu (동녕부; 東寧府, Tongnyŏng-bu) része lett, 1278-ban pedig Rjongman-bu (룡만부; 龍灣府, Ryongman-bu) néven átszervezték. 1310-ben visszakapta a Rjongdzsu (룡주; 龍州, Ryongju) nevet, 1413-ban pedig felvette mai nevét, Rjongcshon (룡천; 龍川, Ryongch'ŏn) megye lett. 1620-ban visszafokozták községi szintre, de 1895-ben ismét elnyerte a megyei címet.
2004-ben itt történt a rjongcshon (ryongch'ŏn)i vasúti szerencsétlenség.

## Földrajza
Északról Sinidzsu (Sinŭiju), keletről Phihjon (P'ihyŏn), délről Jomdzsu (Yŏmju), nyugatról a Sárga-tenger (Koreában „Nyugati-tenger”) határolja, melyen a partjától nem messze a Sindo megyét alkotó szigetcsoport található, amely 1988 júliusáig Rjongcshon (Ryongch'ŏn) része volt.
Legmagasabb pontja a 160 méter magas Pophungszan (법흥산; 法興山, Pŏphŭngsan).

## Közigazgatása
1 községből (up (ŭp)), 19 faluból (ri (ri)) és 3 munkásnegyedből (rodongdzsagu (rodongjagu)) áll:
| - Rjongcshon-up (룡천읍; 龍川邑, Ryongch'ŏn-ŭp) - Rjongampho-rodongdzsagu (룡암포로동자구; 龍巖浦勞動者區, Ryongamp'o-rodongjagu) - Pukcsung-rodongdzsagu (북중로동자구; 北中勞動者區, Pukchung-rodongjagu) - Csinhung-rodongdzsagu (진흥로동자구; 辰興勞動者區, Chinhŭng-rodongjagu) - Kjonil-ri (견일리; 見一里, Kyŏnil-ri) - Tokszung-ri (덕승리; 德昇里, Tŏksŭng-ri) - Tokhung-ri (덕흥리; 德興里, Tŏkhŭng-ri) - Tongsin-ri (동신리; 東新里, Tongsin-ri) - Tongha-ri (동하리; 東下里, Tongha-ri) - Rjongszong-ri (룡송리; 龍松里, Ryongsong-ri) - Rjongjon-ri (룡연리; 龍淵里, Ryongyŏn-ri) - Szandu-ri (산두리; 山斗里, Sandu-ri) | - Szobuk-ri (서북리; 西北里, Sŏbuk-ri) - Szoszok-ri (서석리; 西石里, Sŏsŏk-ri) - Szuszong-ri (수성리; 秀城里, Susŏng-ri) - Sinam-ri (신암리; 新巖里, Sinam-ri) - Sszangnjong-ri (쌍룡리; 雙龍里, Ssangryong-ri) - Sszanghak-ri (쌍학리; 雙鶴里, Ssanghak-ri) - Jangszo-ri (양서리; 楊西里, Yangsŏ-ri) - Ohung-ri (오흥리; 五興里, Ohŭng-ri) - Inhung-ri (인흥리; 仁興里, Inhŭng-ri) - Csangszan-ri (장산리; 長山里, Changsan-ri) - Hakhung-ri (학흥리; 鶴興里, Hakhŭng-ri) |

## Gazdaság
Rjongcshon (Ryongch'ŏn) megye gazdasága rizs- és gyümölcstermesztésre (főként alma, körte és barack) épül.

## Oktatás
Rjongcshon (Ryongch'ŏn) megye egy ipari egyetemnek, egy gépgyártási főiskolának, egy földművelési főiskolának, és ismeretlen számú általános- és középiskolának ad otthont.

## Egészségügy
A megye kb. 20 egészségügyi intézménnyel rendelkezik, köztük saját kórházzal.

## Közlekedés
A megye közutakon Phenjan (P'yŏngyang) és Sinidzsu (Sinŭiju) felől közelíthető meg. A megye vasúti kapcsolattal rendelkezik, a Phjongi (P'yŏngŭi) vasútvonal része.